# Andrei Romanow (Eishockeyspieler)
Andrei Romanow (georgisch ანდრეი რომანოვ, russisch Андрей Романов; * 19. Juni 1995 in Moskau) ist ein russisch-georgischer Eishockeyspieler, der seit 2018 bei den Fiery Crusadors Tbilisi in der Georgischen Eishockeyliga spielt.

## Karriere
Andrei Romanow, der in der russischen Hauptstadt Moskau geboren wurde, begann seine Karriere bei den Sturgeon Falls Lumberjacks, die ihn beim GMHL Draft 2012 in der dritten Runde als insgesamt 42. Spieler ausgewählt hatten, in der Greater Metro Hockey League. 2013 wurde er ebenso wie 2016 – da spielte er bei den Toronto Predators – für das GMHL All-Star nominiert. 2018 wechselte er zu den Fiery Crusadors Tbilisi, mit denen er in der georgischen Eishockeyliga spielt.

### International
Romanow gab sein Debüt für die georgische Nationalmannschaft bei der Weltmeisterschaft der Division II 2022. Dort spielte er auch bei den Weltmeisterschaften 2023 und 2024. Zudem vertrat er seine Farben bei der Olympiaqualifikation für die Winterspiele in Mailand 2026.

## Erfolge und Auszeichnungen
- 2013 GMHL All-Star (Team World)
- 2016 GMHL All-Star (Team World)
- 2022 Aufstieg in die Division II, Gruppe A, bei der Weltmeisterschaft der Division II, Gruppe B